# 草場季喜
草場 季喜（くさば すえき、1899年（明治32年）12月16日 - 1963年（昭和38年）5月3日）は、日本の陸軍軍人。最終階級は陸軍少将。

## 経歴
滋賀県出身。草場彦輔陸軍少将の息子として生まれる。陸軍中央幼年学校予科、中央幼年学校を経て、1920年（大正9年）5月、陸軍士官学校（32期）を卒業。同年12月、工兵少尉に任官し工兵第15大隊付となった。1923年（大正12年）12月、陸軍砲工学校高等科（29期、員外学生）を優等で卒業した。1924年（大正13年）4月、陸軍派遣学生として東京帝国大学理学部物理学科に入学し、1927年（昭和2年）3月に卒業した。
1928年（昭和3年）4月、陸軍科学研究所員に発令。以後、ドイツ駐在、科学研究所員、陸軍省兵器局課員などを務め、1940年（昭和15年）8月、工兵大佐に昇進し独立工兵第27連隊長（関東軍）に就任し日中戦争に出征した。1942年（昭和17年）10月、第9陸軍技術研究所員（登戸研究所）第1科長となり、1944年（昭和19年）8月、陸軍少将に昇進。 1945年（昭和20年）9月、陸軍兵器行政本部付となり、同年12月、予備役に編入された。
1947年（昭和22年）11月28日、公職追放仮指定を受けた。

## 親族
- 兄 草場辰巳（陸軍中将）[1]